# Finance verte

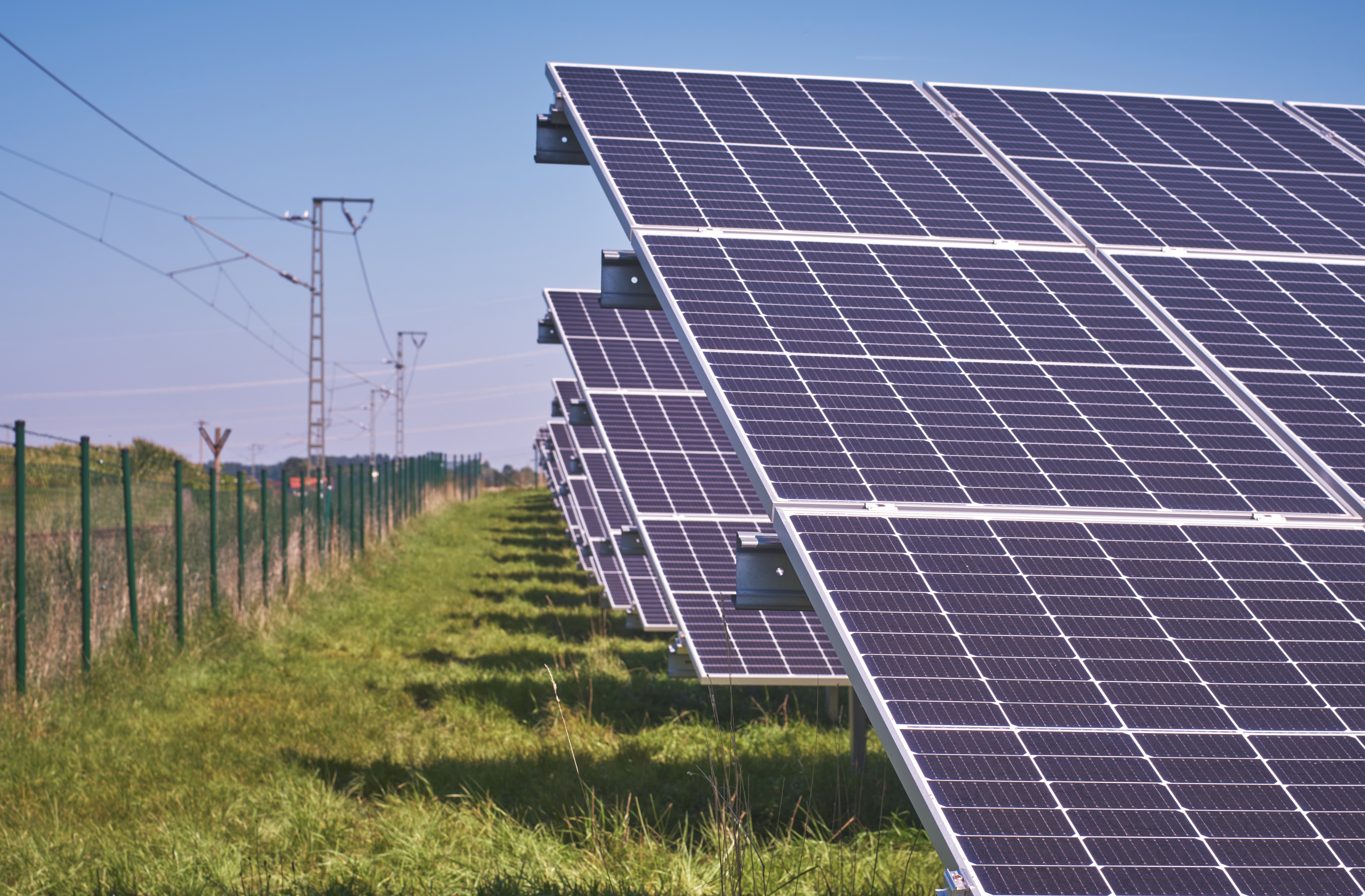
Panneaux solaires

La finance verte ou finance durable est l'ensemble des activités, comportements et réglementations financiers poursuivant un objectif environnemental. Plusieurs définitions de la finance verte existent. Elle doit notamment faciliter la transition énergétique. Elle permet de connecter le système financier avec l'économie et ses populations en finançant ses agents tout en conservant un objectif de croissance. Le concept, ancien, est officialisé par l'adoption de l'accord de Paris sur le climat, qui fait des flux financiers compatibles avec la lutte contre le réchauffement climatique une priorité. Le marché du carbone et plus largement la finance du carbone sont considérés comme faisant partie des mécanismes de la finance verte.

## Historique

### Genèse
En 2001, parmi les premières initiatives, locales, de finance verte, la municipalité de San Francisco émet l'une des toutes premières obligations vertes. Elle est destinée au financement de l'énergie solaire photovoltaïque dans la ville.
En 2007, le concept s'internationalise : la Banque européenne d'investissement émet sa première obligation verte, le climate awareness bond. Elle se vend en quelques heures. Ce succès incite la Banque mondiale à émettre à son tour des obligations vertes (en 2008).

### Développement
Dans les années 2010, la finance verte se développe. En septembre 2014, l'Agence française de développement lance sa première obligation verte. Depuis 2016, des obligations climat (« climate bonds ») sont émises en quantité croissante par divers acteurs.
Ce développement engendre une multiplication d'outils et d'instruments dépassant la simple obligation verte. La diversification des activités et des intérêts de ce secteur fait émerger le concept de finance durable, qui vise à tenir compte de la dimension sociale de l'action des entreprises. Cela permet l'émergence des critères environnementaux, sociaux et de gouvernance (ESG).
La demande croissante des investisseurs pour la finance verte provoque une tension entre l'offre et la demande d'actifs verts,. Aussi, l'implication plus forte des investisseurs sur les questions environnementales donne lieu à des pressions sur certaines grandes entreprises, notamment du secteur pétro-gazier, pour pousser celles-ci à rendre leur modèle économique compatible avec les objectifs de l'Accord de Paris.
De nouveaux acteurs apparaissent, telles que des agences de notation environnementales, spécialisées dans l'évaluation des projets financiers à l'aune des critères ESG.
Dans tous les secteurs financiers[réf. nécessaire], des standards de soutenabilité sont adoptés, dont dans le cadre de l'Initiative financière du Programme des Nations unies pour l'environnement. Régulateurs financiers et banques centrales sont aussi de plus en plus sensibles aux risques financiers issus du changement climatique.
L'ancienne secrétaire exécutive de la Convention-cadre des Nations unies sur les changements climatiques, Christiana Figueres, estime qu'il faudrait atteindre 1 000 milliards de dollars par an à partir de 2020 pour pouvoir financer la transition écologique.
Le NGFS produit des recommandations, notamment en termes de reporting, d'analyse des risques climatiques et de régulation financière, mais en 2019, ses travaux excluent toujours les propositions de verdissement des outils mêmes de politique monétaire telles que l'assouplissement quantitatif, comme proposé par plusieurs ONG, et think tanks, et demandé par le Parlement européen.

### Approfondissement
La finance verte bénéficie de diverses initiatives prises par l'Union européenne. En 2016, la Commission européenne lance un plan d'action pour la finance durable comprenant la mise en place d'une taxonomie européenne et un standard pour les obligations vertes,.
En 2018, l'Union européenne lance un plan d'action pour une finance durable (sustainable finance action plan) visant à notamment à éviter le greenwashing de la part des fonds d'investissement et organismes émetteurs d'obligations vertes, via la création d'une taxonomie verte et de standards liés aux obligations vertes. Des obligations accrues en termes de transparence et reporting climat devraient également suivre.
L'approfondissement de la finance verte est permise par la décision de certaines institutions financières de ne plus financer de projets liés aux énergies fossiles. La Banque européenne d'investissement prend cette décision en 2019. La Banque de France adapte son portefeuille dès 2020 afin d'augmenter le poids des normes ESG dans ses prises de décision d'investissement, et prévoit d'exclure les énergies fossiles de son portefeuille d'ici à 2024.
Le 21 avril 2021, 43 banques, rassemblées dans la Net Zero Banking Alliance, s'engagent, sous l'égide de l'ONU, à réduire drastiquement l'exposition aux gaz à effet de serre de leurs portefeuilles de prêts et d'investissement afin d'atteindre la neutralité carbone d'ici à 2050. Elles s'obligent à fixer des objectifs intermédiaires, notamment pour 2030 puis tous les cinq ans. Parmi les signataires se trouvent de nombreuses banques européennes, dont BNP Paribas, Société générale et La Banque postale, ainsi que plusieurs grandes banques américaines telles que Morgan Stanley, Bank of America et Citigroup.
De nombreuses ONG développent une bonne expertise, selon la directrice de la responsabilité sociétale des entreprises de BNP Paribas. En France, c'est notamment le cas de Reclaim Finance, organisation fondée en 2020 par Lucie Pinson, qui a reçu en 2020 le prix Goldman pour l'environnement. L'ONG allemande Urgewald est parvenue à s'imposer dans le monde de la finance avec sa « Global Coal Exit List », reconnue comme l'un des meilleurs outils de désinvestissement des énergies fossiles pour toute banque, assureur ou gestionnaire de fonds souhaitant sortir du charbon. Le 4 novembre 2021, Urgewald présente la déclinaison de sa liste pour le secteur du pétrole et du gaz. Au Royaume-Uni, l'organisation ShareAction est devenue un interlocuteur régulier des grands groupes. L'ONG néerlandaise Follow This s'est également imposée dans le paysage financier.
En France, le ministère de l'Économie et des Finances décide en novembre 2023 d'exclure du label ISR les entreprises qui développent de nouveaux projets d'hydrocarbures.

## Instruments

### Obligations vertes
Les obligations vertes sont des emprunts émis sur le marché par une organisation publique ou privée pour financer des activités favorables à l'environnement. Elles ont atteint 170 milliards de dollars en 2018 et devraient atteindre entre 180 et 250 milliards de dollars en 2019.
L'accord de Paris sur le climat a mis une lumière une volonté de standardisation des pratiques de reporting liées aux obligations vertes. La Climate bonds initiative définit un ensemble de projets pouvant être qualifiés de vert.
Sur le plan juridique, les obligations vertes ne se distinguent pas vraiment des obligations traditionnelles. Les promesses faites aux investisseurs ne figurent pas toujours dans le contrat, et peu souvent de façon contraignante. Aucune réglementation n'oblige, à ce jour, l'emprunteur à spécifier par écrit ses intentions « vertes ». Il n'existe aucune définition claire, légale ou réglementaire, ni même de consensus de marché de ce qu'est un projet « vert ». Cette anomalie a poussé l'Autorité des marchés financiers (AMF) à publier avec son homologue néerlandais une position commune en avril 2019.

### Taxonomie verte
Dans le vaste champ de la transition énergétique, le caractère « durable » ou « vert » est appliqué de manière plus ou moins pertinente à de nombreux projets (énergie renouvelable, efficacité énergétique, véhicule électrique, gestion des déchets, gestion de l'eau, transports en commun, reforestation...). Plusieurs taxonomies ont été proposées par des acteurs publics, privés et associatifs pour évaluer et « certifier » le caractère « vert » (faible impact sur l'environnement) de ces investissements. Elles visent à rendre compte du niveau de sincérité de l'entreprise (les fonds ont bien été alloués à des projets « verts ») ou de conformité du projet (contribue-t-il effectivement à la transition écologique).
En 2015, la France crée le label « transition énergétique et écologique pour le climat », visant à garantir le caractère vert de produits financiers.
En 2018, la Commission européenne missionne des experts de la finance durable (Technical Expert Group, TEG) pour créer une classification des activités économiques (la « taxonomie »), fondée sur une méthodologie se voulant robuste, définissant si une activité ou entreprise est durable ou non,. Le TEG publie son rapport final sur la taxonomie verte le 9 mars 2021. La législation européenne pour la taxonomie est annoncée pour 2022. Cette taxonomie verte doit protéger les investisseurs et le public de l'écoblanchiment et aider les entreprises à planifier leur transition écologique.
En 2020, un « règlement de l'Union européenne sur la taxonomie » fournit un cadre visant à faciliter l'investissement durable par les entreprises et les investisseurs, grâce à des définitions de la durabilité environnementale de diverses activités économiques. Faute de consensus sur le principe d'inclure ou non l'énergie nucléaire dans la taxonomie verte de l'UE, le règlement ne fait qu'indirectement allusion au nucléaire (y compris pour les déchets radioactifs) ; les colégislateurs ont laissé cette décision à la Commission (dans le cadre de ses travaux sur les actes délégués établissant les critères techniques de sélection). Un acte délégué exige l'avis d'experts (Groupe d'experts techniques sur la finance durable ou TEG dans le cas présent, groupe chargé de conseiller la Commission sur les critères de sélection techniques pour les objectifs d'atténuation et d'adaptation au changement climatique). Faute d'analyse du cycle de vie suffisantes, ce groupe n'a pas non plus pu produire de recommandation consensuelle sur l'intérêt de l'énergie nucléaire pour le climat. Il a conclu qu'une évaluation plus approfondie de la non-nuisibilité environnementale globale de l'énergie nucléaire était nécessaire. Cette évaluation a été confiée au JRC, service scientifique et de connaissances interne de la Commission (doté d'experts en matière d'énergie et de technologie nucléaires). En 2021, le JRC a rendu son rapport d'évaluation intitulé Technical assessment of nuclear energy with respect to the ‘do no significant harm’ criteria of Regulation (EU) 2020/852 (‘Taxonomy Regulation’), y compris les aspects liés à la gestion à long terme des déchets hautement radioactifs et du combustible nucléaire usé, conformément aux spécifications des articles 17 et 19 du règlement de taxonomie.
Le 31 décembre 2021, la Commission européenne dévoile son projet de labellisation verte pour les activités contribuant à la réduction des gaz à effet de serre. Ce document fixe les conditions de l'inclusion du nucléaire et du gaz dans la taxonomie européenne, les deux sources d'énergie se retrouvant dans la même catégorie juridique, même si le nucléaire n'est nulle part qualifié formellement d'énergie de « transition », à la différence du gaz. Les nouveaux projets de centrales nucléaires devront avoir obtenu un permis de construire avant 2045 (avec une clause de rendez-vous pour la suite). Les travaux permettant de prolonger la durée de vie des réacteurs existants, tels que le « grand carénage » d'EDF, devront avoir été autorisés avant 2040. Des garanties seront exigées en matière de traitement des déchets nucléaires et de démantèlement des installations, conformes aux traités existants. Quant au gaz, qualifié d'énergie de transition, des normes d'émissions de CO2 strictes seront imposées : les centrales à gaz devront émettre moins de 100 g de CO2 par kilowattheure, seuil inatteignable par les technologies actuelles, mais les centrales à gaz ayant obtenu leur permis de construire avant 2030 pourront émettre 270 g de CO2 par kilowatt-heure, à condition de remplacer des infrastructures existantes beaucoup plus polluantes (charbon), et de répondre à une série de critères : « utilisation d'au moins 30 % de gaz renouvelable ou peu carboné dès 2026 », part relevée à « 55 % en 2030 », ou encore « l'État membre doit s'engager à sortir du charbon ». En janvier 2022, les ministres de l'Environnement et de l'Énergie des 27 pays membres se réunissent : cinq sont contre l'inclusion du nucléaire (Allemagne, Luxembourg, Autriche, Espagne, Danemark), une grosse dizaine de pays soutient l'inclusion du nucléaire, et une dizaine d'autres ne s'y opposeront pas. Le Luxembourg et l'Autriche menacent d'actions en justice.
Le 2 février 2022, la Commission européenne présente son « acte délégué » sur la taxonomie verte. Il reprend le projet proposé fin décembre 2021, sans changement pour le nucléaire ; l'Allemagne, leader des États pro-gaz, a obtenu un geste important : les objectifs intermédiaires initialement prévus (30 % de gaz renouvelable dès 2026, 55 % en 2030) ont été supprimés. Le futur règlement doit entrer en vigueur le 1er janvier 2023. Il peut encore, en théorie, être bloqué si le Conseil ou le Parlement font opposition, mais c'est peu probable. L'Autriche, très antinucléaire, a confirmé son intention d'attaquer le texte en justice. Le Luxembourg pourrait suivre. La Commission rétorque qu'elle est « confiante » sur la solidité juridique de sa démarche.
Le 6 juillet 2022, le Parlement européen valide le classement du gaz et du nucléaire parmi les énergies « vertes » dans l'Union européenne, en votant contre une objection qui a été adoptée en juin par les Commission des affaires économiques et monétaires, au projet de « taxonomie » verte de la Commission européenne. Sur les 639 parlementaires qui se sont exprimés, 328 ont rejeté cette motion, contre 278 qui ont voté pour et 33 qui se sont abstenus,.

#### Controverses
Dans le monde et en Europe notamment, de vifs débats concernent la place de plusieurs sources d'énergie dans la taxonomie verte :
- le bois énergie, quand celui-ci contribue à la déforestation et/ou à dégrader les puits de carbone des sols (voir Bois-énergie : Caractère renouvelable ou non) ;
- la méthanisation, quand elle utilise des cultures énergétiques dédiées (ex. : maïs sur des sols qui auraient pu être consacrés à des cultures alimentaires) et non les seuls déchets biodégradables ;
- le gaz naturel, certes plus propre que le charbon et le pétrole, mais restant essentiellement une ressource fossile contribuant au réchauffement ;
- l'énergie nucléaire, reconnue très peu émissive en carbone[35],[36] mais contestée pour d'autres raisons (voir infra).

#### Cas de l'énergie nucléaire
En mars 2021, un rapport commandé par la Commission européenne au Centre commun de recherche (CCR) conclut que l'énergie nucléaire devrait entrer dans la « taxonomie verte » car « les analyses n'ont pas révélé d'éléments scientifiques prouvant que l'énergie nucléaire est plus dommageable pour la santé ou l'environnement que d'autres technologies de production d'électricité déjà incluses dans la taxonomie » et un « large consensus scientifique et technique » plaide en faveur du stockage en couche géologique profonde, une méthode « appropriée et sûre ».
En avril 2021, quarante-six ONG environnementales demandent l'inclusion du nucléaire dans la « taxonomie» verte »,, de même que de nombreux syndicats de Belgique, Bulgarie, Finlande, France, Hongrie et Roumanie, mais de nombreux États (dont l'Allemagne et l'Autriche) sont déterminés à en finir avec le nucléaire.
Le 21 avril 2021, dans la publication de sa « taxonomie de la finance durable » (l'une des pièces du « Green Deal »), dans un premier acte délégué visant la réalisation des deux premiers objectifs de l'Europe pour le climat : l'atténuation du changement climatique et l'adaptation au changement climatique, faute d'accord entre États-membres, le gaz et le nucléaire sont provisoirement exclus de la taxonomie, pour ne pas bloquer plus longtemps cette publication. Il a décidé de renvoyer ces questions à d'autres textes d'ici à la fin 2021. Concernant les énergies renouvelables, le solaire et l'éolien sont inclus de fait, et l'hydroélectricité est soumise à certaines conditions. Le prochain acte délégué, attendu avant 2022, concernera les 4 autres objectifs de l'Europe pour le climat : utilisation durable des ressources en eau et protection des ressources marines ; transition vers une économie circulaire ; prévention et contrôle de la pollution ; protection et restauration de la biodiversité et des écosystèmes.
Dix pays de l'Union européenne (dont la France) demandent instamment l'inclusion de l'énergie nucléaire dans la taxonomie verte pour mieux lutter contre le réchauffement climatique. En Allemagne, le SPD (qui a remporté les récentes élections fédérales) apprécierait l'inclusion du gaz dans la taxonomie. Le gouvernement allemand ne reconnaît pas le nucléaire comme « énergie durable », notamment en raison du problème des déchets, mais considère le recours au gaz comme une solution transitoire acceptable, même s'il reconnait que cette solution n'est pas « durable ». Toutefois, la taxonomie verte, que le nucléaire y soit intégré ou non, révèle déjà de fortes dissensions à l'intérieur même de ce gouvernement.
Cent cinquante ONGs, quelle que soit leur opinion sur le nucléaire, s'opposent vivement à l'inclusion du gaz naturel dans la taxonomie verte. Un réseau d'investisseurs internationaux nommé « United Nations Principles for Responsible Investment » (PRI) met en garde l'Union européenne contre l'inclusion du gaz naturel et du nucléaire.
Le 22 octobre 2021, la présidente allemande de la Commission européenne Ursula von der Leyen déclare : « à côté (des renouvelables), nous avons besoin d'une source d'énergie stable : le nucléaire et, pendant une période de transition, bien entendu, le gaz »,. Ursula von der Leyen prend le dossier en charge personnellement.
En novembre 2022, un prêt bilatéral vert d’un milliard d’euros destiné au financement de la maintenance du parc nucléaire existant en France est accordé à EDF par Crédit agricole CIB. C'est la première transaction dont les fonds serviront entièrement les investissements réalisés pour l’activité nucléaire. Le prêt s’inscrit dans le programme industriel majeur du grand carénage, qui vise à améliorer la sûreté et à poursuivre le fonctionnement des réacteurs du parc nucléaire au-delà de 40 ans.

### Transparence
En France, la loi de transition énergétique de 2015 prévoit que les investisseurs institutionnels fassent la transparence sur leur intégration des Critères environnementaux, sociaux et de gouvernance dans leur stratégie d'investissement.
En 2015, le Conseil de stabilité financière a lancé la Taskforce on Climate-related Financial Disclosures (TCFD), qui est pilotée par Michael Bloomberg. Les recommandations du TCFD visent à inciter les entreprises à mieux informer sur les risques liés au climat dans leur domaine d'activité, ainsi que sur leur gouvernance interne permettant la gestion de ces risques[réf. nécessaire].
En mars 2021, le règlement européen SFDR (Sustainable finance disclosure regulation) entre en application : il impose notamment aux banques, assureurs et gestionnaires d'actifs une publication de l'impact néfaste de leur portefeuille d'investissement pour compte de tiers sur l'environnement[réf. nécessaire].
Au Royaume-Uni, le gouverneur de la Banque d'Angleterre, Mark Carney a soutenu activement les recommandations TCFD, et appelé à plusieurs reprises à la mise en place d'obligations pour les entreprises du secteur financier de transparence et de prise en compte des risques financiers dans leur gestion, notamment à travers des stress-tests climatiques. La Banque d'Angleterre a par ailleurs publié son propre bilan environnemental.
Néanmoins, des travaux empiriques ont montré l'effet limité des recommandations en matière de transparence si celles-ci demeures volontaires,.
En 2024, toutes les banques européennes auront l'obligation de déclarer leur niveau d'alignement avec la taxonomie européenne. Les banques devront rédiger un rapport détaillé conforme aux règles de compte-rendu extra-financier du règlement CRR (en).

### Politique monétaire verte
En 2018, sous l'impulsion de Mark Carney, Frank Elderson et du gouverneur de la Banque de France Villeroy de Galhau, huit banques centrales ont créé le Network for Greening the Financial System (NGFS), un réseau de banques centrales et superviseurs financiers voulant explorer le rôle potentiel des banques centrales pour accompagner la transition énergétique. Ce réseau compte près de 80 membres et une dizaine d'observateurs, dont le FMI.
Plus en retrait dans un premier temps, la BCE a finalement rejoint le NGFS en 2018 et a annoncé vouloir travailler à la prise en compte des risques financiers dans sa gestion des risques,,. Lors de son audition au Parlement européen précédant sa nomination comme présidente de la BCE, Christine Lagarde a annoncé vouloir poursuivre l'engagement de la BCE dans le travail du NGFS, et s'est déclarée ouverte à l'intégration de la taxonomie verte européenne dans la politique monétaire,.
Les propositions visant à verdir la politique monétaire incluent l'idée du green quantitative easing (et plus généralement les règles d'éligibilité au collatéral des banques centrales,) ainsi que les règles de refinancement des banques centrales, par exemple dans le cadre du programme TLTRO de la BCE,.
Mais les critiques font valoir que ces propositions risque de politiser les banques centrales, et de remettre en cause leur indépendance.

### Politique prudentielle vertes
Pour faire face à gestion des risques financiers liés au climat, des économistes ont appelé à une adaptation des outils de politique macroprudentielle et de politique microprudentielle, destinées à encourager l'investissement du secteur financier dans les produits « verts » (Green-supporting factor) ou décourager l'investissement dans les industries polluantes (Brown-penalizing factor).

### Crédit export
Le 14 avril 2021, la France organise le lancement de la coalition « Export Finance for Future (E3F) » avec la Grande-Bretagne, la Suède, l'Allemagne, le Danemark, l'Espagne et les Pays-Bas. Ces pays organiseront une sortie progressive des crédits à l'exportation octroyés aux projets charbonniers, pétroliers et gaziers. Plus de 35 % des crédits export de tous les pays de l'OCDE sont accordés à des projets dans ces trois secteurs. La France fait figure d'exception avec une part de seulement 2 % et a décidé à l'automne 2020 de supprimer les crédits aux nouveaux projets de pétrole de schiste en 2021, puis pour les gisements pétroliers en 2025 et pour les projets gaziers en 2035. Les sept premiers pays européens coalisés concentrent 45 % des financements export destinés aux fossiles de tous les pays de l'OCDE.

### Energy Transition Mechanism
La Banque asiatique de développement (BAD) lance en novembre 2021, à l'occasion de la COP26, l'Energy Transition Mechanism (ETM), un programme innovant de mise à la retraite anticipée de plusieurs centrales d'Asie. À eux seuls, la Chine, l'Inde et les pays de l'Asie du Sud-Est brûlent 75 % du charbon utilisé, chaque année, sur la planète. L'ETM consiste à racheter à bas prix aux électriciens d'Asie du Sud-est des centrales au charbon et à organiser leur mise à l'arrêt quelques années avant leur date d'expiration originelle ; les nouveaux propriétaires organiseraient ensuite leur remplacement par des énergies renouvelables. Selon le président de la BAD, « si l'ETM montait en puissance, nous pourrions potentiellement faire stopper, en dix ou quinze ans, la moitié des centrales installées en Indonésie, aux Philippines et au Vietnam. Cela représenterait 200 millions de tonnes de CO2 en moins chaque année ».

## Implication des banques centrales

### Stabilité financière
Si peu de banques centrales incluent actuellement la lutte contre le réchauffement climatique dans leur mandat, de plus en plus d'autorités monétaires ont créé des programmes de lutte contre les effets financiers, économiques et monétaires néfastes dudit dérèglement. La justification de leur implication sur ce thème est liée au mandat de stabilité financière partagé par la quasi-intégralité des banques centrales. Du fait des impacts du dérèglement climatique sur les activités commerciales et productives, ainsi que de l'augmentation des risques de défaut des banques, la banque centrale peut jouer un rôle dans l'atténuation des risques liés au réchauffement climatique tout en restant dans son mandat originel.

### Crédibilité
Les banques centrales sont souvent considérées, sur les marchés internationaux et nationaux, comme des interlocuteurs et des acteurs puissants et crédibles. Cela leur donne le pouvoir, notamment dans les pays en développement, d'entreprendre des actions liées à l'atténuation des risques liés au réchauffement climatique. Aussi, les banques centrales agissent souvent dans le cadre de réseaux avec d'autres banques centrales, et connaissent les représentants d'intérêts des acteurs bancaires et financiers, ce qui leur permet de coordonner les mises en place de taxonomie verte, de produits financiers verts, et de politiques monétaires vertes.

## Organisations

### Internationales
- Fonds vert pour le climat : mécanisme financier des Nations unies permettant de financer des projets luttant contre le réchauffement climatique dans les pays en développement et pays les moins avancés
- UNEP FI : partenariat public-privé des Nations unies promouvant le développement de la finance verte.
- Global Research Alliance for Sustainable Finance and Investment (GRASFI) : réseau international d'universités de recherche pour l'étude de la finance durable
- Network for Greening the Financial System, réseau de 80 banques centrales et autorités de régulation financière.

### Nationales

#### Asie
- International Institute of Green Finance : think tank de la Chine spécialisé dans la finance verte.

#### Europe
- International Institute of Green Finance (en) : institut public-privé britannique pour la promotion de la finance verte.
- Finance for Tomorrow : organisme de Paris Europlace voué à la promotion de la finance verte.

## Limites

### Évaluation du risque financier lié au climat
Un grand nombre d'institutions telles que les banques centrales et régulateurs financiers s'accordent à dire qu'une approche permettant de verdir le système financier consiste à intégrer le risque financier lié au climat dans la gestion du risque par les régulateurs financiers. 
Mais selon des experts tels que Alain Grandjean, les modèles utilisés reposent sur des hypothèses de linéarité ne prenant pas en compte le phénomène d'incertitude radicale et les effets de seuils liés au réchauffement climatique,.
Selon un rapport de Finance Watch paru en 2023,, les scénarii prospectifs du NGFS devraient permettre d'« offrir une fenêtre sur différents futurs plausibles », mais ceux qui servent encore en 2023 de base prospective aux banques centrales et plus largement à la finance verte sont déjà obsolètes et les tendances réelles observées ne permettent nullement d'atteindre les objectifs de l'Accord de Paris.

### Rentabilité inférieure
Noël Amenc pointe que la rentabilité à long terme des produits verts, par rapport aux produits financiers traditionnels, suppose que le marché sait moins évaluer les conséquences en matière de valeur boursière du changement climatique et des futures régulations publiques que les institutions financières, ce qui n'est pas évident. Il préconise de simplement appliquer les principes généraux d'un bon portefeuille d'investissement, et que ces règles aboutissent à des produits à la fois rentables et verts. Cependant, une étude récente de la banque d'investissement Morgan Stanley portant sur 11 000 fonds d'investissement entre 2004 et 2018 a démontré que la rentabilité des investissements de la finance verte n'était pas inférieure à celle des autres investissements.

### Manque de volontarisme
Oxfam France, a évalué en 2019 plusieurs engagements ESG (environnementaux, sociaux et de gouvernance) des huit principales banques françaises et conclut que ces engagements sont insuffisants et montrent les limites de l’approche volontaire adoptée par le secteur financier. En particulier, les financements accordés aux projets énergétiques sont encore attribués pour 8,5 % au charbon et pour 62,5 % au gaz et au pétrole, alors que les financements vers les énergies renouvelables ne représentent que 19,6 % du total.
L'ONG Reclaim Finance publie en avril 2021 un classement de 29 gestionnaires d'actifs, dont 24 sociétés européennes gérant plus de 300 milliards d'euros chacune, et les cinq premiers acteurs américains : la majorité des sociétés de gestion n'ont toujours pas concrétisé leur sortie du charbon. Lorsque des politiques existent, elles autorisent tellement d'exceptions que seuls 25 % de tous les actifs sous gestion de l'échantillon sont couverts par un critère d'exclusion du charbon. Un seul groupe, AXA IM, obtient la moyenne avec une note de 52 sur 100, pour sa politique anti-charbon. Il est suivi de trois autres français : Ostrum AM , Amundi et BNP Paribas AM, notés entre 46 et 44. Les sociétés de gestion françaises figurent aussi en bonne place dans le classement annuel des fonds les plus verts établis par CDP, une autre ONG. BlackRock, le numéro un mondial, obtient seulement 17 points, et le numéro deux Vanguard, 9 points. Ces deux gestionnaires américains figurent pourtant parmi les signataires de la coalition internationale « Net Zero Asset Managers Initiative » créée fin 2020.
En France, le deuxième rapport de suivi des engagements climatiques des institutions financières publié le 26 octobre 2021 par l'Autorité des Marchés Financiers (AMF) et l'Autorité de contrôle prudentiel et de résolution (ACPR) appelle à « clarifier et à renforcer le niveau d'exigence vis-à-vis des énergies fossiles » des acteurs financiers. Il souligne que depuis 2015, et malgré les engagements formulés par ces derniers, ils ont augmenté leurs financements aux hydrocarbures de 146 milliards d'euros en 2015 à 174 milliards à 2020.
En septembre 2022, plusieurs grandes banques américaines dont JP Morgan, Morgan Stanley et Bank of America menacent de quitter la Glasgow Financial Alliance for Net Zero (GFANZ), coalition de 500 institutions financières représentant plus de 130 milliards de dollars d'actifs, qui a pour objectif d'accélérer la lutte contre le changement climatique pour atteindre les objectifs de l'accord de Paris. « Race to Zero », la campagne de l'ONU qui définit les exigences de la GFANZ, a en effet introduit à l'été 2022 des objectifs plus ambitieux d'élimination progressive du charbon, du pétrole et du gaz. Les banques américaines craignent de faire l'objet de poursuites judiciaires de la part de certains États américains comme le Texas, qui exigent que les établissements financiers continuent de financer les combustibles fossiles.
Fin octobre 2022, le rapport d'activité de la Glasgow Financial Alliance for Net Zero souligne dans un long préambule juridique le côté volontaire des engagements de ses membres. Elle n'oblige plus ces derniers à adhérer à la campagne « Race to Zero » de l'ONU, dont les exigences d'arrêt des financements de nouveaux projets liés au charbon étaient inacceptables pour les banques américaines, qui craignaient de faire l'objet de poursuites judiciaires dans leur pays en vertu des lois antitrust.

### Greenwashing
En 2022, après l’ouverture d'une enquête pour fraude et une perquisition, Asoka Wöhrmann, responsable de la filiale de gestion d’actifs DWS de Deutsche Bank, démissionne pour avoir promu comme durables des fonds qui ne respectaient pas les critères de durabilité (ESG) promis.
La même année, la Securities and Exchange Commission met en consultation des règles pour limiter le greenwashing. Le style de gestion d'au moins 80 % des actifs d'un fonds devra correspondre à son intitulé et les fonds environnementaux devront publier les émissions de gaz à effet de serre des entreprises en portefeuille.
En 2023, Tariq Fancy, ancien cadre de BlackRock, dénonce un greenwashing généralisé de la finance verte et des agences de notation spécialisées.

### Lobbying
Les typologies et réglementations liées à la finance verte font l'objet d'intense lobbying auprès des décideurs publics. L'ONG InfluenceMap retrace ainsi les « batailles d'influence [...] fréquentes à Bruxelles [...] autour de la finance verte », qui sont principalement le fait des acteurs institutionnels du secteur, tels que les banques et compagnies d'assurance. Quelques grands acteurs « défendent activement des politiques progressistes », dont les français BNP Paribas et Natixis, ainsi que l'assureur britannique Aviva. À l'inverse, d'autres géants du secteur se sont montrés plus critiques, dont le leader mondial de la gestion, BlackRock, UBS et Invesco.